# ألين ميلنر
ألين ميلنر (بالإنجليزية: Allen Milner)‏ هو مبارز بالسيف أمريكي، ولد في 1 فبراير 1896 في لافاييت في الولايات المتحدة، وتوفي في 11 مارس 1938 في لوفالوا-بيري في فرنسا.

## وصلات خارجية
- ألين ميلنر على موقع أوليمبيديا (الإنجليزية)